# Oli de rosa

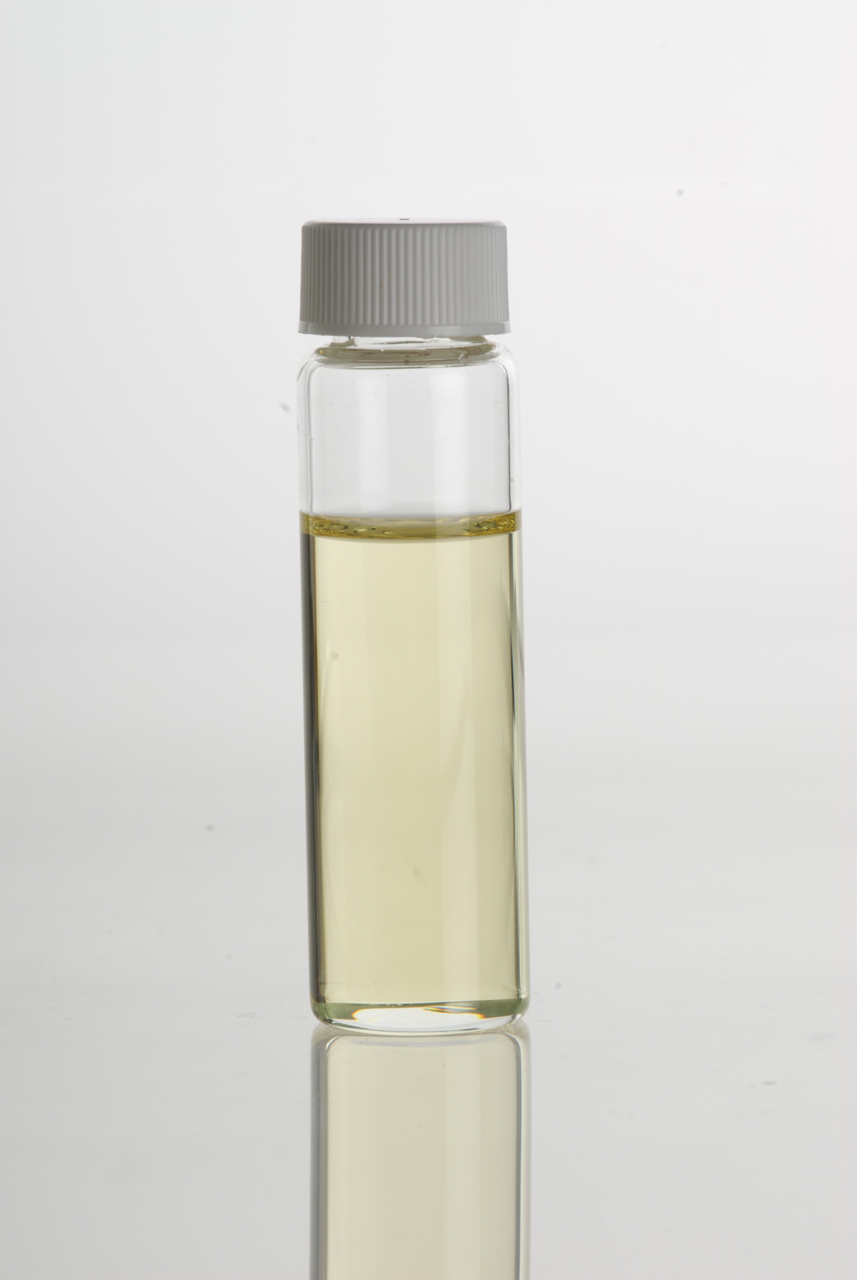
Oli essencial de rosa (Rosa damascena)

L'oli de rosa, rose otto o absolut de rosa, és un oli essencial extret dels pètals de diversos tipus de roses Els rose ottos s'extreuen per destil·lació al vapor, mentre que els absoluts de roses s'obtenen per extracció amb solvents o per extracció amb diòxid de carboni supercrític, l'absolut es fa servir comunament en perfumeria. Fins i tot amb el seu alt preu amb l'adveniment de la síntesi orgànica, els olis de roses continuen sent els més àmpliament usats en perfumeria.

## Components

El 2-feniletanol és el component majoritari de l'oli essencial de rosa

Per a obtenir oli de roses es cultiven, principalment, dues espècies de rosers:
- Rosa damascena, la rosa de Damasc, cultivada àmpliament a Bulgària, Turquia, Rússia, Pakistan, Índia, Uzbekistan, Iran i Xina
- Rosa centifolia, la rosa del cabdell, cultivada comunament al Marroc, França i Egipte.

Bulgària produeix un 70% de tot l'oli de roses del món. Altres productors significatius són Marroc, Iran i Turquia. Recentment la Xina també ha començat a produir oli de roses.
Els compostos químics més comuns que es presenten a l'oli de roses són:
citronel·lol, geraniol, nerol, linalol, feniletanol, farnesol, estearoptè, α-pinè, β-pinè, α-terpinè, limonè, p-cimè, camfè, β-cariofilè, neral, acetat de citronel·lil, acetat de geranil, acetat de neril, eugenol, metil eugenol, òxid de rosa, α-damascenona, β-damascenona, benzaldehid, alcohol benzílic, acetat de rodinil, formiat de feniletil
Les aromes clau són beta-damascenona, beta-damascona, beta-ionona i òxid de rosa. Es considera que la presència i quantitat de beta-damascenona marquen la qualitat de l'oli de roses.

## Producció

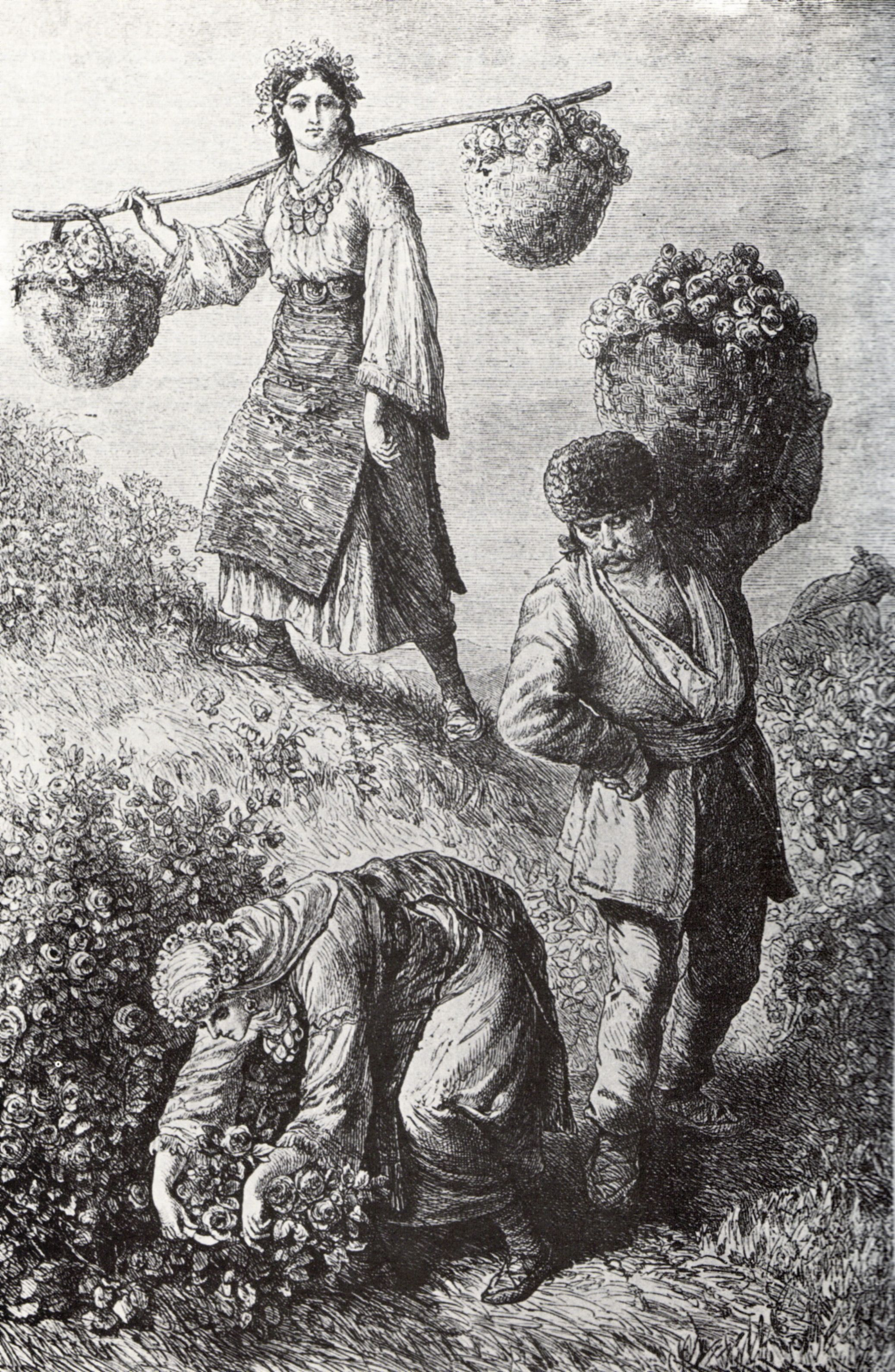
Collita de roses a la Vall de la Rosa de Bulgària prop del poble de Kazanlak a Bulgària, a la dècada del 1870.

Degut a la gran quantitat de mà d'obra que cal per collir les roses el preu de l'oli essencial és molt alt. La collita de roses es fa al matí i la destil·lació es fa el mateix dia.
Hi ha tres mètodes principals d'extracció de l'oli del material vegetal:
- Destil·lació al vapor, que produeix un oli essencial anomenat rose otto o attar de roses.
- Extracció amb dissolvents, que dona lloc a un absolut anomenat absolut de rosa.
- Extracció amb diòxid de carboni supercrític, que produeix un concret que es pot comercialitzar com a concret, absolut o extracció amb CO₂.

## Adulteració
El rendiment mitjà és d'entre 1:1500 a 1:10000. Algunes adulteracions es fan afegint a l'oli de rosa oli de gerani (Pelargonium graveolens) o Palmarosa (Cymbopogon martinii) 